# Nationalligaen 2019
La Nationalligaen 2019 è la 32ª edizione del campionato di football americano di primo livello, organizzato dalla DAFF.
Il 5 dicembre 2018 è stato annunciato che i Kronborg Knights non prenderanno parte alla competizione.
I Frederikssund Oaks si sono ritirati l'8 agosto, a campionato avviato, perdendo pertanto tutti gli incontri (compresi quelli già disputati) 50-0 a tavolino.

## Squadre partecipanti
| Club                  | Città         | Stadio | Sponsor ufficiale | Risultato nella stagione 2018 |
| --------------------- | ------------- | ------ | ----------------- | ----------------------------- |
| AaB 89ers             | Aalborg       |        |                   |                               |
| Aarhus Tigers         | Aarhus        |        |                   |                               |
| Copenhagen Towers     | Gentofte      |        |                   |                               |
| Frederikssund Oaks    | Frederikssund |        |                   |                               |
| Odense Badgers        | Odense        |        |                   |                               |
| Søllerød Gold Diggers | Rudersdal     |        |                   |                               |
| Triangle Razorbacks   | Vejle         |        |                   |                               |

## Stagione regolare

### Calendario

#### 1ª giornata
| Gentofte 30 marzo 2019, ore 14:00 | Copenhagen Towers | 50 – 0 (a tavolino) referto | Frederikssund Oaks | Gentofte Sportspark |

#### 2ª giornata
| Viby J 6 aprile 2019, ore 14:00 | Aarhus Tigers | 39 – 0 referto | Odense Badgers | Bøgeskov Idrætsanlæg |

| Vejle 7 aprile 2019, ore 16:00 | Triangle Razorbacks | 46 – 42 (20-6 13-14 6-22 7-0) referto | AaB 89ers | Vejle Atletikstadion |

#### 3ª giornata
| Viby J 13 aprile 2019, ore 14:00 | Aarhus Tigers | 8 – 40 referto | Copenhagen Towers | Bøgeskov Idrætsanlæg |

#### 4ª giornata
| Nærum 21 aprile 2019, ore 14:00 | Søllerød Gold Diggers | 61 – 14 referto | Odense Badgers | Rundforbi Stadion |

| Aalborg 22 aprile 2019, ore 14:00 | AaB 89ers | 26 – 12 (0-0 14-0 6-0 6-12) referto | Aarhus Tigers | AaB´s anlæg |

#### 5ª giornata
| Frederikssund 28 aprile 2019, ore 14:00 | Frederikssund Oaks | 0 – 50 (a tavolino) referto | Triangle Razorbacks | Ådalens Skole |

#### 6ª giornata
| Nærum 4 maggio 2019, ore 14:00 | Søllerød Gold Diggers | 72 – 56 referto | AaB 89ers | Rundforbi Stadion |

| Frederikssund 5 maggio 2019, ore 14:00 | Frederikssund Oaks | 0 – 50 (a tavolino) referto | Odense Badgers | Ådalens Skole |

#### 7ª giornata
| Aalborg 11 maggio 2019, ore 14:00 | AaB 89ers | 22 – 46 referto | Søllerød Gold Diggers | AaB's anlæg |

| Odense 12 maggio 2019, ore 14:00 | Odense Badgers | 0 – 58 referto | Triangle Razorbacks | Bolbroparken |

#### 8ª giornata
| Nærum 19 maggio 2019, ore 14:00 | Søllerød Gold Diggers | 26 – 44 referto | Copenhagen Towers | Rundforbi Stadion |

#### 9ª giornata
| Gentofte 25 maggio 2019, ore 15:00 | Copenhagen Towers | 49 – 20 referto | Aarhus Tigers | Gentofte Sportspark |

#### 10ª giornata
| Vejle 30 maggio 2019, ore 15:30 | Triangle Razorbacks | 28 – 40 referto | Søllerød Gold Diggers | Vejle Atletikstadion |

| Viby J 1º giugno 2019, ore 14:00 | Aarhus Tigers | 50 – 0 (a tavolino) referto | Frederikssund Oaks | Bøgeskov Idrætsanlæg |

| Odense 2 giugno 2019, ore 14:00 | Odense Badgers | 20 – 60 referto | AaB 89ers | Bolbroparken |

#### 11ª giornata
| Odense 8 giugno 2019, ore 14:00 | Odense Badgers | 0 – 70 referto | Søllerød Gold Diggers | Odense Atletik Stadion |

| Frederikssund 9 giugno 2019, ore 14:00 | Frederikssund Oaks | 0 – 50 (a tavolino) referto | AaB 89ers | Ådalens Skole |

#### 12ª giornata
| Aalborg 15 giugno 2019, ore 14:00 | AaB 89ers | 36 – 52 referto | Copenhagen Towers | AaB's anlæg |

| Vejle 16 giugno 2019, ore 14:00 | Triangle Razorbacks | 16 – 6 referto | Aarhus Tigers | Vejle Atletikstadion |

#### 13ª giornata
| Odense 22 giugno 2019, ore 14:00 | Odense Badgers | 8 – 62 referto | Aarhus Tigers | Bolbroparken |

| Gentofte 23 giugno 2019, ore 14:00 | Copenhagen Towers | 56 – 36 referto | Triangle Razorbacks | Gentofte Sportspark |

#### 14ª giornata
| Nærum 29 giugno 2019, ore 14:00 | Søllerød Gold Diggers | 50 – 0 (a tavolino) referto | Frederikssund Oaks | Rundforbi Stadion |

#### 15ª giornata
| Frederikssund 11 agosto 2019, ore 14:00 | Frederikssund Oaks | 0 – 50 (a tavolino) referto | Søllerød Gold Diggers | Ådalens Skole |

#### 16ª giornata
| Viby J 17 agosto 2019, ore 14:00 | Aarhus Tigers | 26 – 41 referto | Triangle Razorbacks | Bøgeskov Idrætsanlæg |

| Frederikssund 17 agosto 2019, ore 14:00 | Frederikssund Oaks | 0 – 50 (a tavolino) referto | Copenhagen Towers | Ådalens Skole |

| Aalborg 18 agosto 2019, ore 14:00 | AaB 89ers | 36 – 0 referto | Odense Badgers | AaB's anlæg |

#### 17ª giornata
| Gentofte 23 agosto 2019, ore 19:00 | Copenhagen Towers | 68 – 22 referto | Søllerød Gold Diggers | Gentofte Sportspark |

| Aalborg 24 agosto 2019, ore 14:00 | AaB 89ers | 62 – 58 referto | Triangle Razorbacks | AaB's anlæg |

| Odense 25 agosto 2019, ore 14:00 | Odense Badgers | 50 – 0 (a tavolino) referto | Frederikssund Oaks | Bolbroparken |

#### 18ª giornata
| Vejle 31 agosto 2019, ore 14:00 | Triangle Razorbacks | 14 – 28 referto | Copenhagen Towers | Vejle Atletikstadion |

| Viby J 1º settembre 2019, ore 14:00 | Aarhus Tigers | 48 – 38 referto | AaB 89ers | Bøgeskov Idrætsanlæg |

#### 19ª giornata
| Nærum 7 settembre 2019, ore 16:00 | Søllerød Gold Diggers | 48 – 28 referto | Aarhus Tigers | Rundforbi Stadion |

| Gentofte 8 settembre 2019, ore 14:00 | Copenhagen Towers | 58 – 0 referto | Odense Badgers | Gentofte Sportspark |

| Vejle 8 settembre 2019, ore 14:00 | Triangle Razorbacks | 50 – 0 (a tavolino) referto | Frederikssund Oaks | Vejle Atletikstadion |

### Classifica
La classifica della regular season è la seguente:
- PCT = percentuale di vittorie, G = partite giocate, V = partite vinte,  P = partite perse, PF = punti fatti, PS = punti subiti

| Pos. | Squadra               | PCT   | G  | V  | N | P  | PF  | PS  |
| ---- | --------------------- | ----- | -- | -- | - | -- | --- | --- |
| 1    | Copenhagen Towers     | 1.000 | 10 | 10 | 0 | 0  | 495 | 162 |
| 2    | Søllerød Gold Diggers | .800  | 10 | 8  | 0 | 2  | 485 | 260 |
| 3    | Triangle Razorbacks   | .600  | 10 | 6  | 0 | 4  | 397 | 260 |
| 4    | AaB 89ers             | .500  | 10 | 5  | 0 | 5  | 428 | 354 |
| 5    | Aarhus Tigers         | .400  | 10 | 4  | 0 | 6  | 299 | 266 |
| 6    | Odense Badgers        | .222  | 10 | 2  | 0 | 8  | 142 | 444 |
| -    | Frederikssund Oaks    | .000  | 10 | 0  | 0 | 10 | 0   | 500 |

## Playoff e playout

### Tabellone
In seguito al ritiro dei Frederikssund Oaks i playoff sono passati da 6 a 5 squadre.
|  | Wild Card | Wild Card     | Wild Card |  |  | Semifinali | Semifinali            | Semifinali |  |  | XXXI Mermaid Bowl | XXXI Mermaid Bowl   | XXXI Mermaid Bowl |
|  |           |               |           |  |  |            |                       |            |  |  |                   |                     |                   |
|  |           |               |           |  |  | 1          | Copenhagen Towers     | 52         |  |  |                   |                     |                   |
|  | 4         | AaB 89ers     | 60        |  |  | 4          | AaB 89ers             | 20         |  |  |                   |                     |                   |
|  | 5         | Aarhus Tigers | 34        |  |  |            |                       |            |  |  | 1                 | Copenhagen Towers   | 14                |
|  |           |               |           |  |  |            |                       |            |  |  | 3                 | Triangle Razorbacks | 20                |
|  |           |               |           |  |  | 2          | Søllerød Gold Diggers | 16         |  |  |                   |                     |                   |
|  |           |               |           |  |  | 3          | Triangle Razorbacks   | 20         |  |  |                   |                     |                   |

### Wild Card
| Aalborg 14 settembre 2019, ore 14:00 | AaB 89ers | 60 – 34 referto | Aarhus Tigers | AaB´s anlæg |

### Semifinali
| Gentofte 21 settembre 2019, ore 14:00 | Copenhagen Towers | 52 – 20 referto | AaB 89ers | Gentofte Sportspark |

| Nærum 22 settembre 2019, ore 14:00 | Søllerød Gold Diggers | 16 – 20 referto | Triangle Razorbacks | Rundforbi Stadion |

### Playout
In seguito al ritiro dei Frederikssund Oaks i playout sono stati annullati.

### XXXI Mermaid Bowl
| Gladsaxe 5 ottobre 2019, ore 16:00 | Copenhagen Towers | 14 – 20 referto | Triangle Razorbacks | Gladsaxe Stadium |

## Verdetti
- Triangle Razorbacks Campioni della Danimarca 2019
- Frederikssund Oaks retrocessi